# 紅紋擬花鮨
紅紋擬花鮨，又稱紅紋擬花鱸，為輻鰭魚綱鱸形目鱸亞目鮨科的其中一種，分布於中西太平洋的新喀里多尼亞海域，棲息深度可達400公尺，體長可達12公分，棲息在珊瑚礁區，為底棲性魚類，屬肉食性，生活習性不明。

## 擴展閱讀
維基物種上的相關：紅紋擬花鮨